# Mały katechizm Marcina Lutra

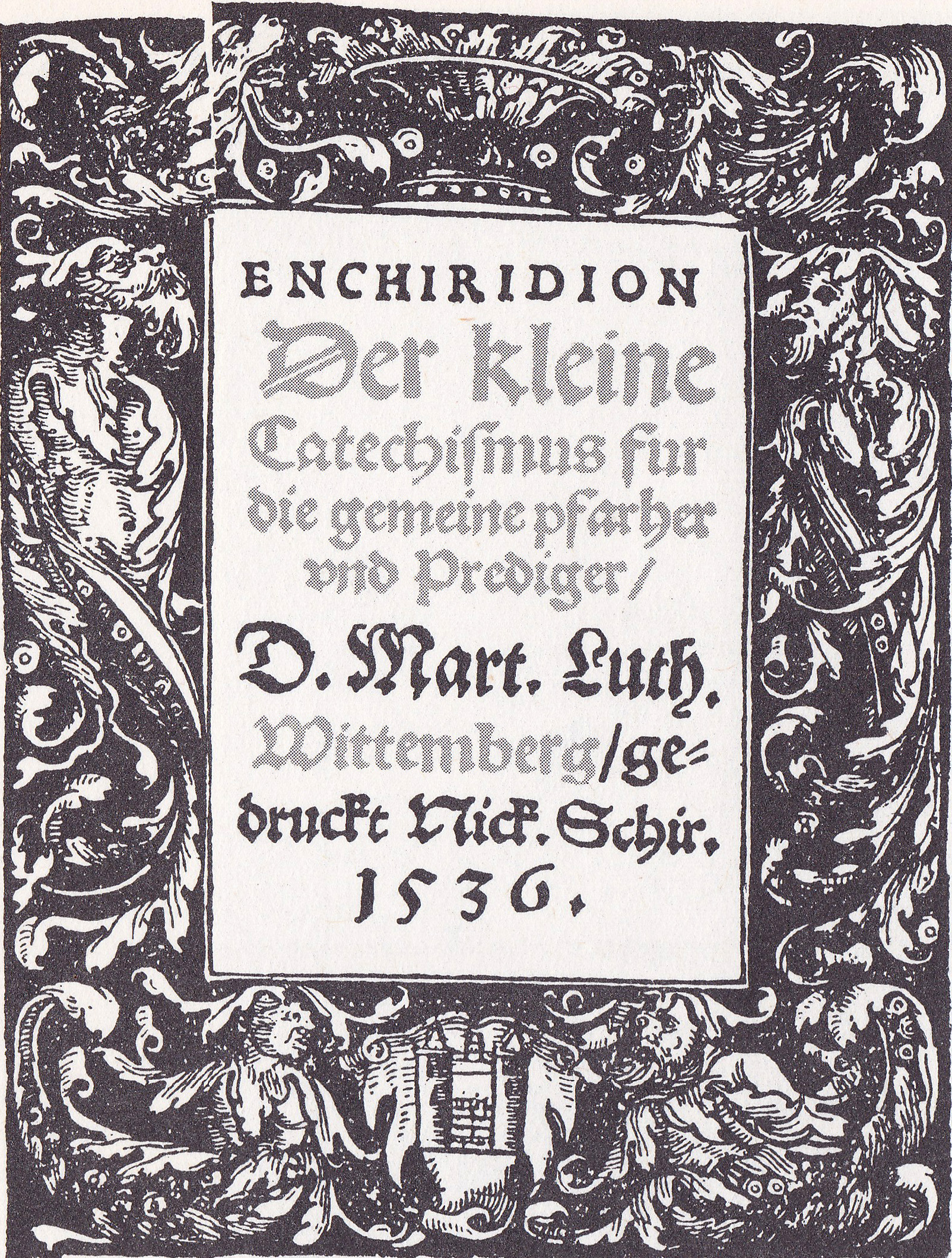
Strona tytułowa wydania z 1536 roku

Mały katechizm – katechizm autorstwa Marcina Lutra, napisany w celu lepszego poznania prawd wiary ewangelickiej przez ogół mieszkańców Niemiec. Opublikowany po raz pierwszy w języku niemieckim w 1529. Obecnie stosowany podczas nauki konfirmacyjnej.
Mały katechizm miał umożliwiać ludowi wstępne poznanie treści i podstawowego sensu prawd wiary. Lepszemu ich zrozumieniu służył Duży katechizm, napisany według kazań Lutra, który Luter zalecał poznawać po przyswojeniu sobie nauk Małego katechizmu.
Mały katechizm wraz z Wyznaniem augsburskim, Obroną Wyznania augsburskiego, Dużym katechizmem, Artykułami szmalkaldzkimi i Formułą zgody stanowi jedną z sześciu ksiąg wyznaniowych, zawierających zasadnicze nauki luteranizmu.

## Geneza
Przyczyną powstania Małego katechizmu i Dużego katechizmu był niski poziom wiedzy teologicznej w społeczeństwie niemieckim XVI wieku, w tym u niższego duchowieństwa, zwłaszcza na wsi, ponieważ w miastach nauczaniem zajmowali się byli mnisi, którzy przyjęli wiarę ewangelicką, jak również absolwenci uniwersytetu w Wittenberdze. Już w dziele Msza niemiecka Marcin Luter zauważał potrzebę napisania dobrego i przystępnego katechizmu, jasno wykładającego podstawowe prawdy wiary chrześcijańskiej. Tę potrzebę potwierdziły przeprowadzane od 1526, a na szeroką skalę w latach 1527–1528 wizytacje parafii, w których brali udział m.in. Filip Melanchton i sam Luter. Reformatorzy byli poruszeni wynikami swoich obserwacji; zwłaszcza upadkiem moralnym, jak i intelektualnym duchowieństwa. Okazało się bowiem, że niektórzy proboszczowie nie opanowali pamięciowo Dekalogu i wyznania wiary. W przedmowie do Małego katechizmu Luter wspomina:

Do ułożenia tego katechizmu, czyli nauki chrześcijańskiej, w zwięzłej, prostej, zwykłej formie zmusiła i skłoniła mnie krzycząca, rozpaczliwa potrzeba, z jaką się ostatnio spotkałem, gdy byłem również wizytatorem. Pożal się Boże, jakiejże to nędzy się napatrzyłem! Prosty lud, szczególnie po wsiach, nie zna w ogóle nauki chrześcijańskiej, a wielu proboszczów, niestety, jest zupełnie niezdatnych i niezdolnych do nauczania.

Katechizmy były znane już przed Lutrem, jednak różnica pomiędzy dziełem reformatora a średniowiecznymi katechizmami jest zasadnicza. Poprzednie katechizmy służyły pamięciowemu opanowaniu Modlitwy Pańskiej i Symbolu Apostolskiego, od XIII wieku również Zdrowaś Maryjo. Z rzadka natomiast zawierały treść Dekalogu, najczęściej jako materiał pomocniczy do spowiedzi. W odróżnieniu od nich, Luter postanowił w swym dziele zawrzeć także wyjaśnienie nauk, jakie niosą ze sobą podane treści.
Innym celem Lutra było ujednolicenie nauczania kaznodziejów ewangelickich w danej parafii na przestrzeni czasu. Dotyczyło to zwłaszcza treści opanowywanych pamięciowo przez młodzież. Luter obawiał się, że sama zmiana użytych formuł może u nieprzygotowanej teologicznie młodzieży wzbudzić niepotrzebny zamęt.

## Wydania i tytuły
W okresie reformacji istniała praktyka wydawania katechizmów jako tablic wywieszanych w kościołach i szkołach, dlatego pierwsze wydanie Małego katechizmu opublikowano w Wittenberdze na początku 1529 również w formie tablic. Trzy pierwsze tablice wydano w styczniu, cztery następne w marcu. Do pierwszego wydania dołączoną Książeczkę o ślubie („Traubüchlein”) opisujący sposób udzielenia ślubu kościelnego. W formie książkowej dzieło wydano w połowie maja. Jeszcze tego samego roku opublikowano trzecie wydanie, w której część Krótki sposób spowiedzi zastąpiono dodatkiem Jak uczyć prostaczków spowiadania się, dołączono również Książeczkę o chrzcie („Taufbüchlein”) zawierającą zalecenia dla duchownych dotyczące obrządku chrztu św. W takiej formie, po dokonaniu niewielkich uzupełnień np. uzupełnieniu pierwszego przykazania dodatkiem „Jam jest Pan Bóg twój”, tekst Małego katechizmu opublikowano w 1580 w Księdze zgody. Wydania Księgi zgody aż do dzisiaj zawierają wraz z Małym katechizmem niewchodzące w jego skład dodatki: Książeczkę o ślubie i Książeczkę o chrzcie. Oprócz tego, zarówno za życia Lutra, jak i po jego śmierci, pojawiały się nieautoryzowane wydania Małego katechizmu, które zawierały zarówno zmiany drobne takie jak dodanie do Modlitwy Pańskiej doksologii („Albowiem Twoje jest królestwo, moc i chwała na wieki”), jak i znaczące, np. dodanie ustępów Władza kluczów Królestwa niebieskiego lub Pytania dla tych, którzy chcą przystąpić do sakramentu ołtarza. Zmiany te jednak nie były sprzeczne z nauczaniem Lutra.
Pierwsze wydanie Małego katechizmu nosiło tytuł Mały katechizm dla zwykłych proboszczów i kaznodziei. W wydaniu Księgi zgody z 1584 usunięto słowa „dla zwykłych proboszczów i kaznodziei”, ograniczając tytuł do Mały katechizm doktora Marcina Lutra.

## Adresaci
Bezpośrednim adresatem Małego katechizmu byli duchowni, jak wskazuje na to pierwotny tytuł oraz pierwsze słowa przedmowy: „Marcin Luter wszystkim wiernym, pobożnym proboszczom i kaznodziejom”. W dalszej kolejności adresatami są jednak ojcowie rodzin, a za ich pośrednictwem pozostali członkowie rodziny na co wskazują śródtytuły, np. „jak ich ojciec rodziny powinien w prostocie nauczać domowników”. Bezpośrednio do duchownych były również skierowane dodatki liturgiczne: Książeczka o ślubie i Książeczka o chrzcie.

## Treść
Treść Małego katechizmu składa się z pięciu części dotyczących: Dekalogu, Symbolu Apostolskiego, Modlitwy Pańskiej, sakramentu chrztu i Wieczerzy Pańskiej. Pomiędzy czwartą a piątą częścią znajduje się ustęp dotyczący spowiedzi, któremu Luter celowo nie nadał rangi odrębnej części. Na końcu Mały katechizm zawiera dodatki dotyczące modlitw porannych i wieczornych, modlitw stołowych oraz Tablicę domową, czyli zbiór cytatów biblijnych. Poprzedzająca treść przedmowa jest często pomijana w wydaniach Małego katechizmu.
Treść poszczególnych sekcji dzieła jest sformułowana w formie pytań i odpowiedzi. W przypadku pierwszych trzech części pytania dotyczą poszczególnych fragmentów Dekalogu, Symbolu Apostolskiego lub Modlitwy Pańskiej.

### Przedmowa
W przedmowie Luter wyjaśnia cel napisania katechizmu, zarzucając jednocześnie biskupom zaniedbanie posługi Słowa Bożego, które doprowadziło do zaobserwowanego przez niego stanu. Luter zaleca, by nauczać lud nauk katechizmu, a tych, którzy nie chcą poznać jego nauk należy powstrzymywać od przystąpienia do sakramentów, a nawet donosić na nich władzom świeckim w celu wypędzenia z kraju. Nie namawia jednak do prześladowań religijnych, gdyż sam stwierdza, że „nie można i nie powinno się nikogo zmuszać do wiary” uważa wszakże, że nawet niewierzący muszą znać zasady państwa, w którym żyją, i przestrzegać ich. Zaleca również, by wierzących, którzy nauczą się Małego katechizmu, nauczać treści Dużego katechizmu. Nakazuje też rodzicom posyłanie dzieci do szkół, a powstrzymywanie ich od nauki uważa za grzech. Przy nauce przykazań zwraca uwagę na to, by konkretnego przykazania nauczać w szczególności tych, którzy dane przykazanie często łamią.
W zakończeniu przemowy, Luter szczególnie szeroko wyjaśnia potrzebę częstego przystępowania do Wieczerzy Pańskiej. Wiąże to z przekonaniem ludzi, o wyswobodzeniu spod „tyranii papieża”. Rzadkie przystępowanie do Wieczerzy Pańskiej jest według Lutra oznaką nadmiernej ufności we własne siły, przekonania o własnej doskonałości, i przekonania o braku potrzeby otrzymania łaski Bożej – co uważa za zgubne. Jednocześnie zakazuje ustanawianie jakiegokolwiek przymusu przystępowania do sakramentu, chce jedynie, by ludziom należycie przedstawiono pożytek z przystępowania do sakramentu.

### Część 1. Dziesięcioro przykazań
Charakterystyczną cechą katechizmów Lutra jest obecność na początku Dekalogu. Do jego czasów, zwykle na początku katechizmu pojawiała się Modlitwa Pańska. Ma to uzasadnienie teologiczne. Luter uważał, że człowiek najpierw powinien uświadomić sobie swoją grzeszność, by następnie znaleźć lekarstwo w wierze, a przez modlitwę wiedzieć, jak to lekarstwo przyjąć.
Dekalog nie ma formy cytatów biblijnych, lecz streszczenia ich treści. Podział dekalogu jest analogiczny do katolickiego, z zakazem bałwochwalstwa zawierającym się w treści pierwszego przykazania i dwoma przykazaniami dotyczącymi zakazu pożądania. W odróżnieniu od katolickiej wersji katechetycznej, dziewiąte przykazanie brzmi „Nie pożądaj domu bliźniego swego”, zgodnie z kolejnością z Księgi Wyjścia.
Przykazania w interpretacji Lutra są nie tylko zakazami, ale i nakazami, np. przykazanie „nie zabijaj” nakazuje wspieranie bliźniego we wszelkich jego życiowych potrzebach. W zakończeniu części, wyjaśniona jest treść fragmentu Księgi Wyjścia 20,5-6 dotyczącego gniewu i łaski Boga.

### Część 2. Skład wiary
Część druga wyjaśnia treść Symbolu Apostolskiego. Według Katechizmu wyznanie wiary przekonuje, że Bóg obdarza ludzi obficie zarówno dobrami doczesnymi, gdyż jest stworzycielem nieba i ziemi, jak i darem wiecznym – odpuszczeniem grzechów przez ofiarę Chrystusa. Uwierzyć w Chrystusa nie można własnymi siłami, ale jedynie przez Ducha Świętego oświecającego przez Ewangelię i utrzymującego w prawdziwej wierze. Społeczność świętych jest rozumiana jako ziemska wspólnota usprawiedliwionych i uświęconych. W wyznaniu zamiast formy „święty Kościół powszechny” użyto formy „święty Kościół chrześcijański”. Forma ta do dzisiaj bywa stosowana podczas luterańskich nabożeństw na Śląsku Cieszyńskim, choć oficjalną formą według Śpiewnika Ewangelickiego jest „święty Kościół powszechny”.

### Część 3. Ojcze nasz
W interpretacji Lutra, Modlitwa Pańska ma oprócz charakteru prośby rolę pouczającą, ponieważ słowa „Ojcze nasz” mają pouczyć chrześcijan, że Bóg jest ich prawdziwym Ojcem. Zachęcają również do dziękczynienia za „chleb powszedni”, czyli wszystko, czym Bóg zaspokaja ludzkie potrzeby. Modlitwa nie zawiera doksologii „Albowiem Twoje jest królestwo, moc i chwała na wieki”, zawiera jednak na końcu słowo „Amen”, podobnie jak ma to miejsce w Wulgacie.

### Część 4. Sakrament Chrztu Świętego
Sakrament chrztu świętego jest pojmowany jako środek łaski Bożej, dokonującej odpuszczenia grzechów i wybawiającej od śmierci wiecznej. Odpuszczenia grzechów nie dokonuje sama woda, lecz woda połączona ze Słowem Bożym i objęta Bożym przykazaniem. Sakrament nie działa ex opere operato, ale na podstawie wiary. Choć sam chrzest jest aktem jednorazowym, to jego charakter jest dynamiczny, jego zbawczy skutek obejmuje całe życie człowieka, służy on codziennej przemianie starego, grzesznego człowieka w nowego.

### Część pośrednia. Jak uczyć prostaczków spowiadania się?
Spowiedź składa się z dwóch części: wyznania wiary i absolucji (rozgrzeszenia). Mały katechizm zaleca by wyznawać w spowiedzi indywidualnej wszystkie znane i pamiętane grzechy, natomiast prosić o odpuszczenie przez Boga także tych nieuświadamianych sobie. W przypadku, gdyby osoba nie potrafiła wymienić żadnego grzechu, co dla Lutra wydaje się nieprawdopodobne, nakazuje przyjąć rozgrzeszenie na podstawie ogólnego wyznania grzechów przed Bogiem. Ustęp zawiera również poradę dotyczącą formy spowiedzi indywidualnej. Zdaniem Lutra, korzyścią ze spowiedzi indywidualnej jest pocieszenie przez spowiednika.

### Część 5. Sakrament Ołtarza
Według Katechizmu, w Sakramencie Ołtarza obecne są prawdziwe ciało i prawdziwa krew Chrystusa, których spożywanie daje wiernym odpuszczenie grzechów oraz, jako jego skutek, życie i zbawienie. Tym, co przynosi przystępującemu do sakramentu dar odpuszczenia grzechów jest nie cielesne spożywanie, ale przyjęte z wiarą słowa ustanowienia Chrystusa: „to jest ciało Moje, które się za was daje”, „to nowe przymierze we krwi Mojej, która się za was wylewa na odpuszczenie grzechów”. Każdy, kto prawdziwie wierzy w słowa Chrystusa godnie przystępuje do sakramentu, niezależnie od zewnętrznego przygotowania czy zachowania postu eucharystycznego.

### Jak ojciec rodziny nauczać powinien swoich domowników modlić się rano i wieczorem;Jak ojciec rodziny powinien domowników swoich nauczać modlitw stołowych
Te dwie części dotyczą przykładowego pacierza porannego i wieczornego, jak również przykładowych modlitw odmawianych przed i po posiłku. Podane modlitwy mają charakter przede wszystkim dziękczynny.

### Tablica domowa
Tablica domowa to zbiór cytatów biblijnych skierowanych dla różnych powołań i grup społecznych: biskupów, proboszczów, kaznodziejów, nauczycieli, duszpasterzy, władz świeckich, poddanych, mężów, żon, rodziców, dzieci, pracowników, przełożonych, młodzieży i wdów, jak również dla całego zboru.

## Wydania polskie
Pierwsze tłumaczenie Małego katechizmu na język polski powstało w 1530/31 roku na zlecenie biskupa pomezańskiego Paulusa Speratusa. Autor przekładu jest nieznany, nie ustalono również miejsca druku (wskazywana bywa Wittenberga). Tłumaczenie to poddał krytyce niejaki Liboriusz Schadlika, zarzucając mu nadmierną dosłowność i dużą liczbę błędów językowych i stylistycznych. Liboriusz Schadlika jest zapewne autorem kolejnego przekładu wydanego w 1533/34 roku w Wittenberdze. Liczba wydrukowanych egzemplarzy była jednak niewystarczająca w stosunku do potrzeb. Kolejne tłumaczenie, dokonane przez Jana Maleckiego, opublikowano w Królewcu w 1546 roku. Zawierało ono także część 6., O władzy kluczów, która nie pojawia się w oryginalnych edycjach Małego katechizmu. Od tego roku Mały katechizm był wydawany w języku polskim wielokrotnie przez różnych wydawców (tylko w latach 1530–1593 ukazało się 11 wydań). Obecnie powszechnie przyjęte jest tłumaczenie biskupa Andrzeja Wantuły z 1962 roku oparte na tekście niemieckim skonfrontowanym z przekładem łacińskim.
Wybrane wydania Małego katechizmu:
- Mały i Duży Katechizm doktora Marcina Lutra (przekład A. Wantuła), Warszawa 1962, s. 21–40.
- Wybrane Księgi Symboliczne Kościoła Ewangelicko-Augsburskiego, Warszawa 1980, s. 30–42.
- Księgi Wyznaniowe Kościoła Luterańskiego, Bielsko-Biała 1999, s. 41–55.
- Mały Katechizm, Duży Katechizm (Biblioteka Klasyki Ewangelickiej, nr 4), Bielsko-Biała 2000, s. 22–43.

Tłumaczenie Małego katechizmu z 1643 roku, przypisywane Michałowi Mostnikowi, jest jednym z najstarszych zabytków piśmiennictwa kaszubskiego.